# Otvoreno društvo
Otvoreno društvo je pojam nastao u socijalno-psihološkoj teoriji razvojem ideje građanske demokracije. To podrazumijeva racionalno uređenje društvenih odnosa, razvoj institucija i produktivno angažiranje ljudi, uz odgovarajuće tolerantne odnose na bazi poštovanja osobnosti i njihovih vrijednosti. Otvoreno društvo predstavlja ideal liberalno-demokratskog društva u kome je vlast odgovorna i tolerantna, a politički mehanizmi transparentni i fleksibilni. Država ne skriva informacije od građana i promiče ljudska prava i slobode, kao temelje otvorenog društva. Podrazumijeva se aktivna participacija građana kroz puno ostvarenje građanskog društva i nevladinog sektora. Država u otvorenom društvu nema nikakve tajne, te promiče ne-autoritarno društvo. 
Otvoreno društvo bila je zamisao francuskog filozofa Henrija Bergsona iz 1932. te austrijsko-britanskog filozofa Karla Poppera. U svojoj knjizi "Otvoreno društvo i njegovi neprijatelji" 1945., Karl Popper definira "otvoreno društvo" kao ono koje osigurava, da se politički lideri mogu smijeniti bez krvoprolića, za razliku od "zatvorenog društva", gdje se vlast mijenja krvavim revolucijama ili državnim udarom. On nadalje opisuje otvoreno društvo kao ono, u kojem su pojedinci suočeni s osobnim odlukama za razliku od kolektivističkih društava, gdje se donose kolektivne odluke.
Otvoreno društvo je povezano s kulturnim i vjerskim pluralizmom. Ono je uvijek otvoreno za poboljšanje i promjene, jer prema otvorenom društvu znanje nikada nije završeno, već je uvijek u tijeku. S druge strane, kršćanstvo zagovara apsolutnu istinu, koja je poznata i nepromjenjiva, dok otvoreno društvo promiče sekularnost i new age.  
Prvo pravo otvoreno društvo uspostavile su Ujedinjenje nizozemske pokrajine krajem 16. stoljeća, zbog proširenja tržišta za svoje obrtničke proizvode izvan granice svoje domovine, jer im je domaće tržište bilo premalo. Za svoj kolonijalni projekt nisu imali dovoljno domaćih ljudi pa su svoju državu otvorili za kalvine, hugenote i Židove, koji su nosili vještine i kapital. Otuda naziv otvoreno društvo. Koncept otvorenog društva počevši od kraja 17. stoljeća predvodi Velika Britanija, a od 20. stoljeća SAD. Otvoreno društvo danas promiče: globalizaciju, slobodno tržište, liberalnu demokraciju, individualizam, otvaranje granica, ukidanje carinskih barijera i nesmetan protok ljudi, radne snage, kapitala, roba, ideja i mišljenja preko granica država. Koncept otvorenog društva, pogoduje najbogatijim slojevima društva i najbogatijim svjetskim velesilama na uštrb slabijih i slabije razvijenih. Donosi slobodu, ali i nesigurnost radnih mjesta, povećanu nezaposlenost, dužničko ropstvo i eksploataciju radnika te opasnost nestanka malih kultura, tradicija, jezika i običaja. George Soros je jedan od prvoboraca otvorenog društva kao osnivač i predsjednik Instituta pod nazivom "Otvoreno društvo", organizacije koja podupire aktivnosti u više od 50 zemalja širom svijeta, većinom financiranjem nevladinih udruga, koje promiču vrijednosti otvorenog društva, a u koje se ubrajaju udruge za ljudska prava, udruge za zaštitu okoliša, prava životinja, rodnu ravnopravnost, feminističke grupe, udruge za promicanje prava homoseksualaca, liberalne političke opcije i dr.

## Zatvoreno društvo
Zatvoreno društvo, tvrdi da postoje određena znanja i konačna istina te jedna verzija stvarnosti. Takvo društvo je zatvoreno za slobodu mišljenja, a u gospodarskom smislu zatvara granice i uvodi protekcionizam. Nasuprot tome, u otvorenom društvu svaki građanin treba sudjelovati u kritičkom mišljenju, što zahtijeva slobodu mišljenja i izražavanja, a kulturne i pravne institucije to mogu olakšati. Humanost, jednakost i političke slobode teoretski su temeljna obilježja otvorenog društva, ali u praksi dolazi do anomalija.

## Zaklada "Otvoreno društvo"
Termin "Otvoreno društvo" je uvelike poznat povodom djelovanja Zaklade Otvoreno društvo koju je 1984. godine osnovao George Soros, radi promicanja ideja otvorenog društva iskazanih u djelima H. Bergsona i K. Poppera, koje su do tada bile slabo poznate.
Udruga danas zapošljava 1600 ljudi u 43 različite zemlje, uz budžet od oko milijardu dolara godišnje, isključivo od donacija Georga Sorosa. Od 1984. godine do danas, George Soros je na udrugu prenio vrijednost od 32 milijarde američkih dolara, od čega samo u jednom navratu 2017. godine 18 milijardi dolara. Zaklada Otvoreno društvo je glavni financijer Srednjoeuropskog sveučilišta.